# Patronus
För andra betydelser, se Patronatsrätt
Termen Patronus ("patron", latin: patrōnus, plur. patrōnī, fem. sing. mātrōna, plur. mātrōnae) betyder beskyddare, fader, herre och härrör från antika Roms sociala struktur. Med patronus menade man den beskyddande parten i förhållande till dennes klient. En patronus erbjöd sina klienter (clientela) beskydd samt vid behov även ekonomiskt bistånd, juridiskt stöd etc. i utbyte mot diverse tjänster, lydnad och lojalitet. Man ansåg i Rom att seden uppfunnits av Romulus, stadens mytomspunna grundare.
Under slutet av den Romerska republiken kunde man använda termen för att beskriva förhållandet mellan en person som stod åtalad och dennes utsedde advokat. 
Man kunde under samma tid använda termen för framstående senatorer som var patroner åt både länder och kungar. Exempel på sådana senatorer är Julius Caesar och Pompejus den store.